# Carey Van Dyke
Carey Wayne Van Dyke (* 25. Februar 1976 in Los Angeles, Kalifornien) ist ein US-amerikanischer Schauspieler und Drehbuchautor, der durch seine Arbeit für The Asylum bekannt wurde.

## Leben

### Karriere
Sein Schauspieldebüt gab er mit der Serie Diagnose: Mord, wo er von 1994 bis 2001 sechs verschiedene Personen spielte. 1997 folgte ein Kurzauftritt als Doug in der Folge "Shop 'Til You Drop" in Clueless – Die Chaos-Clique. 2002 folgte seine erste Filmrolle im Fernsehfilm A Town Without Pity für Columbia Broadcasting System.
2012 schrieb er gemeinsam mit seinem Bruder Shane das Drehbuch zu Chernobyl Diaries, welcher auf einer Original-Story von Oren Peli beruht.
Im Deutschen wird er meist von Gabriel Kemmether synchronisiert.

### Privates
Carey Van Dyke ist der Sohn von Barry und Mary Van Dyke und somit der Bruder von Shane und der Enkel von Dick Van Dyke. Er hat mit seiner Frau Anne fünf Kinder, darunter zwei adoptierte. Sein damals 17-jähriger Sohn Alex Van Dyke wurde im November 2011 verhaftet, nachdem ein 18-jähriger Schüler und Klassenkamerad im Haus der Van Dykes an einer Überdosis Heroin verstorben war. Van Dyke wurde daraufhin wegen Verletzung der Aufsichtspflicht angeklagt. Der zuständige Richter ließ diese Klage jedoch am 1. Dezember 2011 wieder fallen.

## Filmografie
Als Schauspieler
- 1994–2001: Diagnose: Mord (Diagnosis: Murder, Fernsehserie, 6 Folgen)
- 1997: Clueless – Die Chaos-Clique (Clueless, Fernsehserie, Folge 2x08)
- 2002: Diagnosis Murder: Town Without Pity (Fernsehfilm)
- 2002: JAG – Im Auftrag der Ehre (JAG, Fernsehserie, Folge 8x02)
- 2004: Emergency Room – Die Notaufnahme (ER, Fernsehserie, Folge 11x05)
- 2008: Murder 101: The Locked Room Mystery (Fernsehfilm)
- 2010: 6 Guns
- 2010: Meet My Mom (Fernsehfilm)
- 2010: Titanic 2 – Die Rückkehr (Titanic II)
- 2011: Mega Python vs. Gatoroid (Fernsehfilm)
- 2011: A Haunting in Salem

Als Drehbuchautor
- 2001: Diagnose: Mord (Diagnosis: Murder, Fernsehserie, Folge 8x22)
- 2008: Street Racer
- 2008: Der Tag an dem die Erde stillstand 2 – Angriff der Roboter (The Day the Earth Stopped)
- 2012: Chernobyl Diaries
- 2012: The Sacred
- 2019: The Silence
- 2019: Into the Dark (Fernsehserie, Folge 1x09)
- 2022: Don’t Worry Darling (auch Produzent)